# Richard Baker (Politiker, 1974)

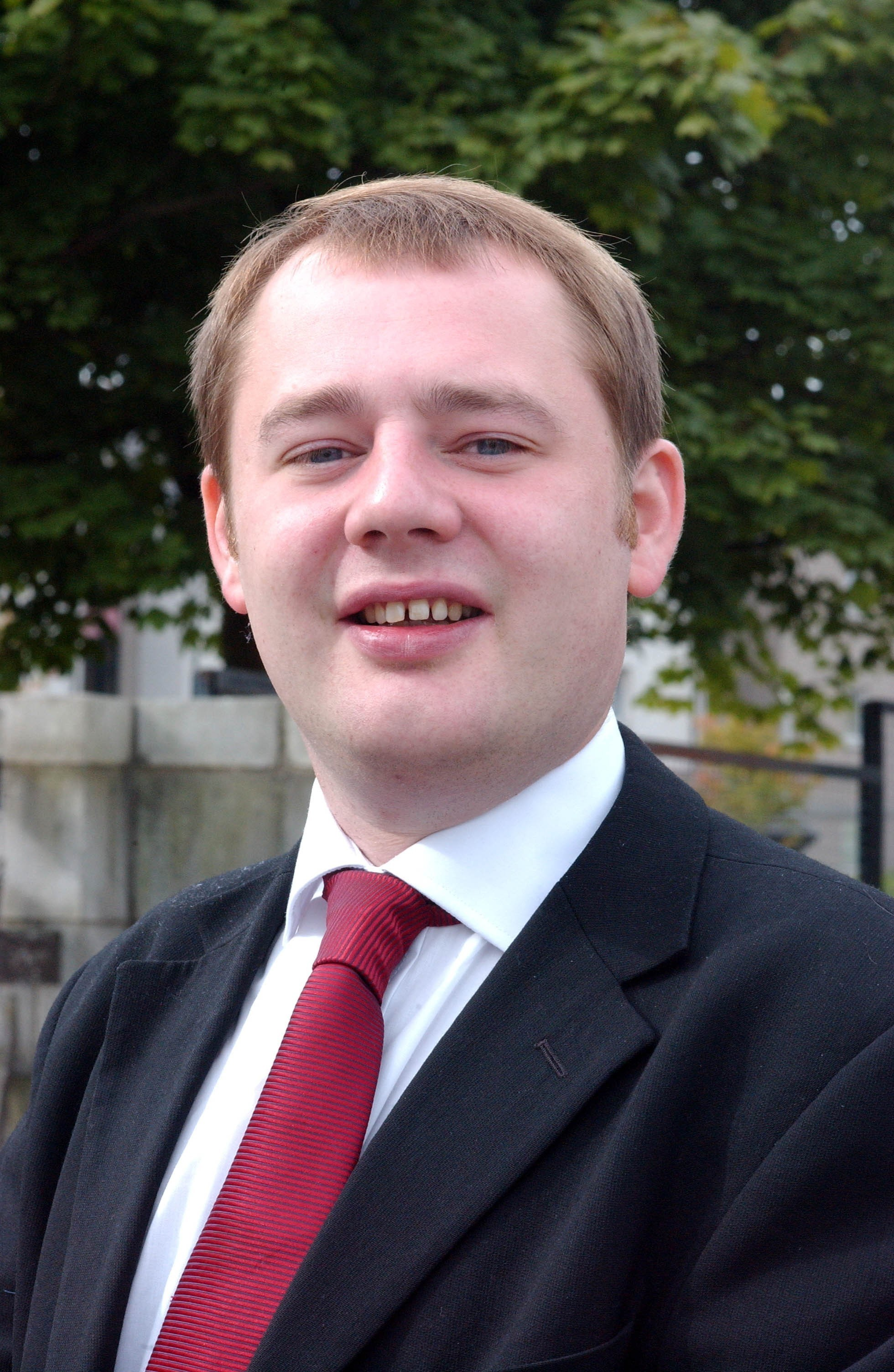
Richard Baker

Richard Baker (* 29. Mai 1974 in Edinburgh) ist ein schottischer Politiker und Mitglied der Labour Party.

## Leben
Baker wurde als Sohn eines episkopalen Vikars und einer Englischlehrerin geboren. Er ist Patenkind des Erzbischofs der Diözese von Aberdeen und Orkney. Baker besuchte die Cowdenbeath Primary School in Cowdenbeath, die St Bee’s School in Cumbria und studierte dann englische Literatur an der Universität Aberdeen. Zwischen 1998 und 2000 war Baker gewählter Präsident der National Union of Students Scotland. Er ist Mitglied der Gewerkschaft Amicus. Baker ist mit seiner Parteikollegin Claire Baker verheiratet. Zusammen haben sie eine Tochter.

## Schottisches Parlament
Bei den schottischen Parlamentswahlen 2003 kandidierte Baker im Wahlkreis Aberdeen South. Er erhielt die zweithöchste Stimmenanzahl hinter dem Liberaldemokraten Nicol Stephen und verpasste damit das Direktmandat. Da Baker jedoch auch auf dem zweiten Rang der Regionalwahlliste der Labour Party für die Wahlregion North East Scotland gesetzt war, erhielt er infolge des Wahlergebnisses eines der sieben Listenmandate der Wahlregion und zog in das Schottische Parlament ein. Bei den folgenden Parlamentswahlen in den Jahren 2007 und 2011 verteidigte er sein Mandat.